# EMD SD40-2
A EMD SD40-2 é uma locomotiva diesel-elétrica com motor V16 de 3000 HP de potência e truques do tipo C-C, fabricada entre 1972 e 1989.
A SD40-2 foi introduzida em janeiro de 1972 como parte da família Dash 2 da EMD, tendo como competidores diretos a GE U30C e a MLW M630. Embora locomotivas de maior potência estivessem disponíveis no catálogo da própria EMD, incluindo a SD45-2, a confiabilidade e versatilidade da SD40-2 fizeram com que ela se tornasse o modelo de locomotiva mais vendido na história da EMD e o padrão da indústria ferroviária dos Estados Unidos por vários anos. A SD40-2 foi uma evolução em relação a SD40, com sistemas de controle electrónico modular semelhantes à locomotiva EMD DDA40X Centennial. 
O pico de produção do SD40-2 foi em meados da década de 1970. No entanto, as vendas começaram a diminuir depois de 1981, devido à crise do petróleo, o aumento da concorrência da GE Dash-7 e da introdução da nova locomotiva EMD SD50. A última SD40-2 entregue a uma ferrovia norte-americana foi construída em julho de 1984, com a produção continuando no Canadá até 1988, no México até fevereiro de 1986 e no Brasil até outubro de 1989 Em 2013, quase todas as unidades ainda permaneciam em serviço. 
A SD40-2 original foi exportada para o Canadá, México, Brasil e Guiné. Para atender às especificações de alguns países, a EMD projetou o JT26CW-SS (British Rail Class 59) para a Grã-Bretanha, a GT26CW-2 para a Iugoslávia, Coréia do Sul, Irã, Marrocos, Peru e Paquistão e a GT26CU-2 de bitola estreita para o Zimbabwe e Brasil. Na Argélia, as ferrovias locais receberam uma versão local da SD40-2, conhecida como GT26HCW-2. 

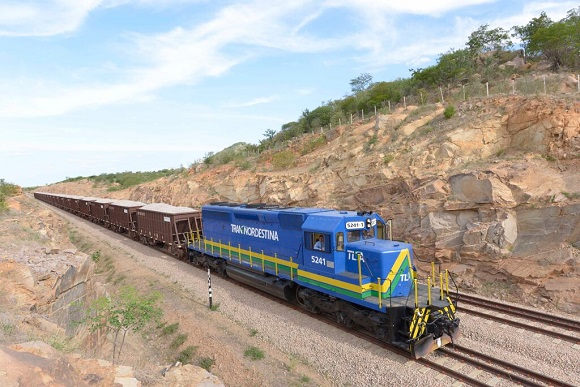
EMD SD40-2 da Transnordestina Logística

## Aparência
As SD38-2, SD40-2 e SD-45-2 utilizam o mesmo chassi, mantendo o comprimento total de 20,98 m (68' 10") de engate para engate, sendo assim 0,91 m (3') mais compridas que os modelos anteriores da Série SD da EMD. As SD38-2 e SD40-2 compartilham a mesma estrutura básica, utilizando o motor 16-645 (com compressor Roots e turbo, respectivamente); o nariz longo é 0,45 m (18") mais longo que os modelos SD38 e SD40, sendo também que as máquinas possuem uma "varanda" muito maior que os modelos anteriores. Essas "varandas" ajudam na identificação das locomotivas da família SD40-2 em relação aos outros modelos EMD, sendo elas apelidadas de "Titanic" pelos ferroviários brasileiros. A SD40-2 pode ser distinguida da SD38-2 por seus três ventiladores montados no telhado do radiador em vez de dois ventiladores da SD-38-2, bem como a presença de um único escapamento grande em vez de dois menores. 
O aumento do comprimento do estrado entre as SD-40 e as SD40-2 se justificou para acomodar o novo truque HT-C, em que os motores de tração estão instalados no mesmo sentido, fazendo com que os truques fiquem maiores. Após uma série de descarrilamentos envolvendo as locomotivas SDP40F (adquiridas pela Amtrak), equipados com truques HT-C "ocos" (exclusivos para esse modelo), a Conrail resolveu encomendar locomotivas SD40-2 e SD50 equipados com truques Flexicoil; mesmo assim, o truque HT-C equipou diversas unidades fabricadas pela EMD e pode ser encontrado em várias locomotivas reformadas ainda em operação. 
A partir de 2008, iniciou-se a modificação de diversas máquinas SD45, com a substituição de seu motor de 20 cilindros pelo de 16 cilindros, retirado de algumas SD40-2 baixadas; foi um procedimento comum na Union Pacific e, possivelmente, em outras ferrovias. Em muitos casos, elas são identificados pelo proprietário como SD40-3, SD40M-2 ou designações semelhantes. Algumas SD40-2 tiveram o seu turbo retirado (passando a ter a mesma capacidade de potência da SD38-2) e, atualmente, trabalham em serviços de manobras e transferência de vagões entre pátios. 
Existem diversas variações do SD40-2, como as SD40T-2 ("T" para Tunnel) compradas pelas extintas Southern Pacific e Denver & Rio Grande Railroad, ambas adquiridas pela Union Pacific. A SD45T-2, variação da SD45-2 adaptada para operações em longos túneis, também foi adquirida pela Southern Pacific. Várias unidades desse modelo "T" foram reformadas e revendidas para diversas ferrovias norte-americanas de pequeno porte. Uma outra adaptação realizada pela EMD foi a SD40-2W ("W" para "4-Window Safety Cab", um modelo com cabine equipada com mais janelas), atendendo a um pedido da Canadian National (CN). Versões da SD40-2 com nariz curto alto foram compradas pela Norfolk & Western e Southern Railway (atual Norfolk Southern Railway), visando maior segurança para a equipagem. A EMD BB40-2, uma versão de bitola métrica com truques ferroviários de oito eixos, surgiu através de adaptações estruturais de locomotivas SD40-2 norte-americanas realizadas pela Ferrovia Centro-Atlântica, no Brasil. Com a extinção da FCA essas locomotivas foram herdadas pela atual VLI Logística e repintadas no novo padrão de pintura da empresa: prata, laranja e cinza escuro. 
Três SD40-2B Cabless foram construídas pela Burlington Northern Railroad (atual BNSF Railway) no início de 1980, através de três locomotivas danificadas em acidentes; elas passaram a operar sem cabine (slugs), sendo assim comandadas por outras locomotivas em tração múltipla. A Canadian Pacific (CP) também possui algumas SD40-2B, criadas a partir das SD40-2 adquiridas da Norfolk Southern; nesse caso, a CP soldou as janelas das cabine com chapas de aço, passando assim a locomotiva a operar sem a presença de equipagem.